# Adam Thom
Pour les articles homonymes, voir Thom.
Adam Thom, né le 30 août 1802 à Brechin (Écosse), décédé le 21 février 1890 à Londres (Angleterre), professeur, journaliste, avocat et fonctionnaire.

## Biographie
Adam Thom naît le 30 août 1802 à Brechin, dans la région de Tayside en Écosse. Son père est Andrew Thom, un marchand et sa mère Elizabeth Bisset.
Il fait ses études au King's College de l'Université d'Aberdeen de 1819 à 1823 et obtient une maîtrise ès arts en 1824. Il enseigne à l'Udny Academy, dans l'Aberdeenshire et aussi à Woolwich où il s'établit. Il publie une grammaire du latin intitulée The Complete Gradus.
Il émigra au Bas-Canada en 1832 et s'établit à Montréal. Il amorce l'apprentissage du droit auprès de l'avocat James Charles Grant. En janvier 1833, il devient rédacteur en chef du Settler, or British, Irish and Canadian Gazette jusqu'à sa fermeture le 31 décembre 1833. Ses opinions anti-canadiennes lui confèrent le surnom de "Dr. Slop" dans le Vindicator and Canadian Advertiser du patriote Edmund Bailey O'Callaghan. En novembre 1833, il est nommé secrétaire du Beef-Steak Club, qui regroupe certains des commerçants les plus riches de Montréal.
Il enseigne par la suite à la Montreal Academical Institution. Il publie une lettre publique au secrétaire d'État aux colonies Edward Geoffrey Smith Stanley en 1834. En janvier 1835, il devient rédacteur en chef du Montreal Herald. Il s'oppose vertement à la politique du gouverneur Gosford, qu'il juge trop conciliant envers les députés de la majorité parlementaire. En février 1836, il publie Anti-Gallic Letters (« lettres anti-gauloises »), recueil d'écrits originellement parus dans le Montreal Herald sous le pseudonyme de Camillus entre septembre 1835 et janvier 1836, qu'il adresse au gouverneur Gosford.
Il fonde le Doric Club en mars 1836.
Il est admis au barreau du Bas-Canada en 1837. Le 25 août 1838, Durham qui remplace Gosford, le nomme commissaire adjoint au sein de la commission sur l'administration municipale présidée par Charles Buller. Il est nommé secrétaire de Durham et participe aux travaux qui mèneront à la publication du Rapport sur les affaires de l'Amérique du Nord britannique. En décembre, il s'embarque pour l'Angleterre afin de prendre part à la rédaction du document final.
Il quitte l'Angleterre pour la colonie de la rivière Rouge en 1839 pour occuper le poste juridique de recorder que lui offre George Simpson, gouverneur de la Compagnie de la Baie d'Hudson. Il est chargé de réformer l'administration de la justice et codifier les lois de la colonie.
Il arrive à Red River au printemps 1839. Le King's College lui décerne un doctorat en droit en 1840. Sa carrière de juriste à l'emploi de la Compagnie de la Baie d'Hudson est mouvementée. Il refuse d'employer la langue française, qu'il connaît, alors que les responsabilités de sa charge publique l'exigent. En 1845, il fait condamner à mort un Sauteux du nom de Capineseweet, alors que suivant la loi, tout procès capital se devait d'être instruit dans le Haut-Canada.
Il entre en conflit avec les Métis — principalement francophones et catholiques —, lorsqu'il recommande au gouverneur d’Assiniboia, Alexander Christie, de réprimer le commerce des petits trafiquants de fourrures indépendants sur le territoire. En conséquence des mesures prises par le gouvernement, un certain Pierre-Guillaume Sayer est traduit devant sa cour le 17 mai 1849 et est déclaré coupable de possession illicite de fourrures par les jurés. Il est cependant remis en liberté et autorisé à garder ses fourrures malgré le verdict, car les Métis qui assistent au procès, Louis Riel père à leur tête, se montrent menaçants.
Les Métis soumettent une pétition au gouverneur de la Compagnie de la Baie d'Hudson, George Simpson, dans laquelle ils demandent la démission de Thom. Lors d'une réunion spéciale le 31 mai 1849, le Conseil d'Assiniboia obtient un compromis de la part de Thom, qui accepte de faire usage du français dans l’exercice de ses fonctions. Il continue cependant à déplaire à une bonne partie de la population de la Rivière-Rouge et à l'automne 1850, Louis Riel père exige à nouveau sa démission auprès du gouverneur Simpson. Le 10 avril 1851, Simpson avise Thom qu'il est relevé de ses fonctions de recorder. Il le garde cependant à titre de greffier de la Cour d'Assiniboia et Thom continue même à recevoir le même salaire annuel de 700 £.
Il quitte Red River pour Édimbourg en 1854. En 1865, il s'établit à Londres. Il décède dans cette ville le 21 février 1890. Son fils Adam Bisset Thom hérite de sa fortune.

## Ouvrages
- The Complete Gradus; Comprising the Rules of Prosody, Succinctly Expressed and Rationally Explained, on a New Plan; [...], Londres, 1832
- Letter to the Right Hon. E. G. Stanley, His Majesty’s Principal Secretary of State for the Colonies, Montréal, 1834
- Review of the Report made in 1828 by the Canada Committee of the House of Commons, Montréal, 1835
- On the Canada Committee of 1828, Montréal, 1835
- Remarks on the Petition of the Convention, and on the Petition of the Constitutionalists, Montréal, 1835 (en ligne)
- Anti-Gallic letters; Addressed to His Excellency, the Earl of Gosford, Governor-in-Chief of the Canadas, Montréal, 1836 (en ligne)
- Canadian Politics, Montréal, 1836
- Cubbeer Burr, or the Tree of Many Trunks, Montréal, 1841
- The Claims to the Oregon Territory Considered, Londres, 1844 (en ligne)
- A Charge Delivered to the Grand Jury of Assiniboia, 20th February, 1845, Londres, 1848 (en ligne)
- Chronology of Prophecy; Tracing the Various Courses of Divine Providence from the Flood to the End of Time; [...], Londres, 1848
- A Few Remarks on a Pamphlet, entitled "A few Words on the Hudson’s Bay Company"; in a letter to Alexander Christie [...], Londres, 1848
- Barrow in Furnace; No. I; A letter to the subscribers to the Common Law Fund in Overend, Gurney & Co., Limited (No. II: A letter to the Hero of the Story), Londres, 1869
- Overend and Gurney Prosecution; In its Relation to the Public as Distinguished from the Defendants, Londres, 1869
- The Prosecutor’s Protest against Judicial Despotism and Forensic Monopoly: Addressed to the Lord Chief Justice of England, Londres, 1869
- Queen Alone, in Every Heart and On Every Tongue [...], Londres, 1876
- Bane and Antidote Together [...], A letter from an Octogenarian Advocate of Inspiration, Londres, 1884
- Emmanuel Alone, for his Own Sake through Time and Space Alike, Londres, 1885 (en ligne)
- Emmanuel; Both the Germ and the Outcome of the Scriptural Alphabets, and the Metallic Image; With an Appendix of Individual Analogues; A Pentaglot Miniature, Londres, 1885